# Alain Olio
Alain Olio est un footballeur puis entraîneur français, né le 27 octobre 1957 à Sidi Bel Abbès dans le département d'Oran en Algérie. Il évolue au poste de défenseur du milieu des années 1970 à la fin des années 1980.
Formé à l'Olympique lyonnais où il fait l'essentiel de sa carrière, il joue également à l'AS Béziers et à l'USL Dunkerque. Devenu entraîneur, il occupe des postes d'adjoint ou de formateur. Il dirige depuis 2014 l'équipe réserve de l'Olympique lyonnais.

## Biographie
Alain Olio évolue au poste de défenseur latéral. Il est formé à l'Olympique lyonnais dont il rejoint les rangs juniors en 1974.
Il devient l'entraîneur adjoint de l'OGC Nice à partir du 13 juin 2009. 
Olio a entre autres formé Karim Benzema et Hatem Ben Arfa.

## Carrière d'entraîneur
- 1991-1995 : entraîneur adjoint au Valenciennes FC
- 1995-1997 : entraîneur adjoint à l'Olympique d'Alès
- 1997-2007 : entraîneur des jeunes à l'Olympique lyonnais
- 2008-2009 : entraîneur des jeunes au Havre AC
- 2009-2010 : entraîneur adjoint à l'OGC Nice[2]
- 2010-2010 : entraîneur adjoint à Neuchâtel Xamax
- 2010-2014 : directeur du centre de Formation du FUS Rabat[3]
- Avril 2014-: entraîneur de la réserve de l'Olympique lyonnais[4],[5]